# 宁卧庄宾馆
宁卧庄宾馆是甘肅省人民政府的招待賓館、旅游涉外定点宾馆以及国宾馆，負責接待中共和中國领导人以及外国元首、贵宾、国际组织的代表，也是各类会议的召開場所。該賓館位於中華人民共和國甘肅省蘭州市，佔地7.1萬平方米，綠化面積達到60%以上。

## 歷史
1956年，中共甘肅省委办公厅决定修建一座招待所，並先后修建了招待所的北小楼、中小楼、南平房、小礼堂、游泳池和人工湖，1958年开始接待工作，由中共甘肅省委办公厅行政处管理。1960年又续建了南楼和大礼堂，总建筑面积19411平方米。1979年，宁卧庄招待所对外开放。後續賓館又新建了塑胶网球场等设施。1982年，更名为宁卧庄宾馆。1984年实行事业单位企业管理，自负盈亏，並且還需要纳税。1989年成为甘肃省首批旅游涉外定点宾馆。